# Пепернот
Пе́пернот (нід. pepernoot, досл. «горіхи з перцем», нід. вимова: [ˈpeːpərˌnoːt] ( прослухати); множина: pepernoten [ˈpeːpərˌnoːtə(n)] ( прослухати)) — голландський кондитерський виріб, схожий на печиво, традиційно асоціюється зі святом Сінтерклаас на початку грудня в Нідерландах і Бельгії. Інгредієнти мають певну схожість з німецьким Пфеффернусом.
Вони світло-коричневі, квадратної форми, і виготовлені з тих самих інгредієнтів, що і таай-таї: житнє борошно, цукор і аніс, а іноді також кориця та гвоздика. Вони досить жувальні, хоча поступово твердіють на повітрі.
Особливо виразний звичай, пов'язаний з пепернотом, полягає в тому, щоб кидати його жменями по кімнаті, щоб діти могли його шукати. Спочатку це стародавній символ родючості, схожий на кидання рису в шлюб, як фермер, який сіє насіння. У давні часи батьки новонароджених клали під подушку немовляти одну або дві морквини. Вони вірили, що тоді Сінтерклаас прийде і благословить дитину, обсипавши немовля пепернотом.